# Spiridens abietinus
Spiridens abietinus là một loài rêu trong họ Spiridentaceae. Loài này được (Hook.) Mitt. mô tả khoa học đầu tiên năm 1864.